# Jonglei
Le Jonglei est un État du Soudan du Sud. Il fait partie de la région du Nil supérieur. Sa capitale est Bor.
Les autres villes importantes sont : Padak, Waat, Akobo, Ayod, Fangak, Boma, Panyagoor, Warkok et Duk.

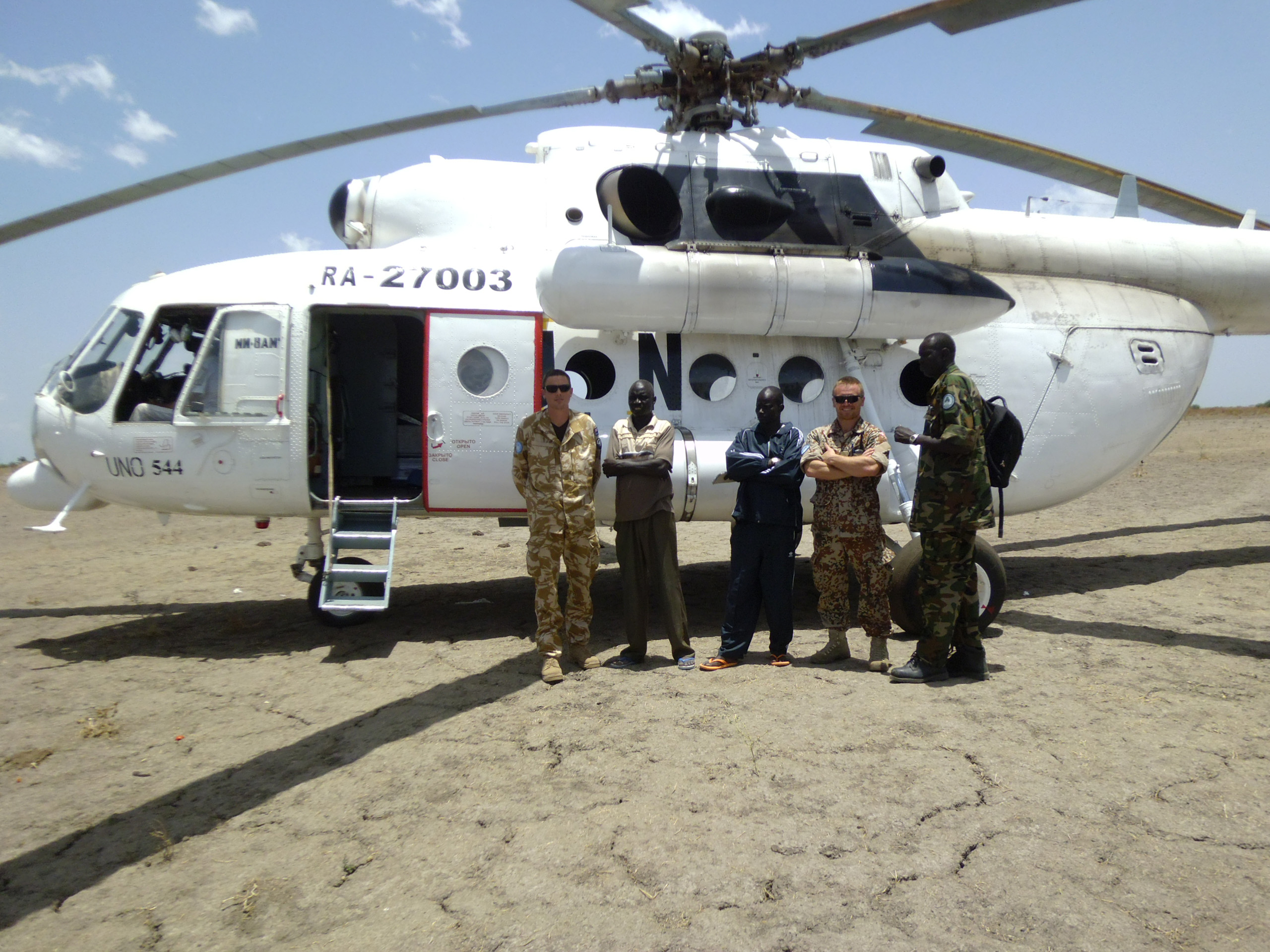
Force de défense néo-zélandaise à Jonglei

## Comtés
L'État est subdivisé en 13 comtés :
- Comté d'Akobo.
- Comté d'Ayod.
- Comté de Gok.
- Comté d'Athooc.
- Comté de Twic East.
- Comté de Duk.
- Comté de Fangak.
- Comté de Pigi.
- Comté de Nyirol.
- Comté de Pibor.
- Comté de Pochalla.
- Comté d'Uror.
- Comté de Boma.

## Histoire
La capitale de l'État, Mading Bor, est devenue un centre administratif sous le Soudan anglo-égyptien (1899-1956) pour le peuple Dinka . C'est à Malek , petite colonie située à environ 19 km au sud de Mading Bor, que la première mission chrétienne moderne au Soudan du Sud actuel a été établie par Archibald Shaw en décembre 1905. Bor est devenu le premier quartier. pour accueillir une station de la Church Missionary Society en 1905. Shaw a ouvert la première école primaire à Malek. Cette école a produit le premier évêque anglican autochtone consacré à Dinkaland, Daniel Deng Atong . John Aruorest devenue la première légende à être baptisée en 1916 à Mading Bor. En 1912, les Britanniques fondèrent Pibor Post , un avant-poste de l'ère coloniale qui s'appelait à l'origine Fort Bruce dans la partie orientale de Jonglei. De 1919 à 1976, le territoire de l'état actuel de Jonglei appartenait à l'état du Haut-Nil dans ce qui était à l'origine un Soudan anglo-égyptien .
Jonglei a une longue histoire de troubles qui ont affecté d'autres régions du Soudan. La première guerre civile soudanaise, qui a duré de 1955 à 1972, a éclaté avec une rébellion du sud à Torit (État imatong) contre des officiers armés du nord. En 1983, la deuxième guerre civile soudanaise a également éclaté sur le Nil à Jonglei.
Dans les années 1970, le gouvernement soudanais a mis sur pied une équipe d'enquête sur le Jonglei chargée d'enquêter sur le potentiel de développement et les affaires de la région. En 1976, Jonglei a été séparée du Haut-Nil en tant que province distincte. La construction du canal de Jonglei, un ouvrage de 360 km de long entre Mading Bor et la confluence, à Malakal, de la rivière Sobat et du Nil Blanc, a commencé en 1978, mais a été interrompue en 1984 à la suite d'une attaque du chantier et de la base technique de la Sobat par les forces du SPLA de John Garang. De 1991 à 1994, le territoire a de nouveau été inclus dans les frontières nouvellement définies de l'État du Haut-Nil. Le 14 février 1994, Jonglei a de nouveau été scindé en un État distinct.